# Трчање
Трчање је метод земаљског покретања, које омогућава људима и животињама да се крећу јако брзо. Трчање је тип хода који карактерише ваздушна фаза, приликом које су стопала изнад земље, иако има изузетака. То је у супротности са ходањем, код којег је једна нога увијек у контакту са земљом, ноге се углавном држе право, док је центар за гравитацију изнад свода стопала у стилу обрнутог клатна. Карактеристична одлика тијела приликом трчања са тачке гледишта је промјена у кинетичкој и потенцијалној енергији у кораку, која се јавља истовремено, док се чување енергије испуњава помоћу гипких тетива и еластичности неактивних мишића. Појам трчање може да се односи на било коју варијанту брзинског кретања, од џогинга до спринта.
Процијењено је да су преци модерних људи развили способност трчања прије око 2,6 милиона година, вјероватно са циљем да лове животиње. Трчање у такмичарском смислу развило се на бројним религиозним фестивалима. Први запис о такмичењу у трчању датира са Талтанских игара у Ирској 1829 године прије нове ере, док се трчање на Олимпијским играма нашло први пут 776 године прије нове ере. Трчање је описано као најдоступнији спорт.

## Историја
Сматра се да се људско трчање развило прије најмање четири и по милиона година након еволуције из мајмуна, као Аустралопитекус, рани предак људи, који је развио способност ходања исправно на двије ноге.
Предложена теорија сматра да се еволуција трчања код првих људи развила кроз вјежбање лова на животиње, активног праћења и гоњења док плијен не постане превише изморен да би побјегао, подлегавши "гоњењу миопатије"; на тај начин су људи развили нухални лигамент, знојну жлијезду, ахилову тетиву, зглоб кољена и највећи стражњи мишић, на којима су промјене настале оваквим активностима. Теорија која је прво предложена користила је компаративне физиолошке доказе и природне навике животиња док трче, указујући вјероватноћу ове активности као успјешног метода лова. Будући докази са посматрања са посматрања модерних вјежби лова такође указују на ову вјероватноћу. Судећи по Серсу (страна12) научна истраживања скелета обезбиједили су будуће доказе за ту теорију.
Такмичарско трчање развило се на религиозним фестивалима у неколико области, као што су Грчка, Египат, Азија и Источноафричком рифту у Африци. Талтанске игре, ирски спортски фестивал, у част бога Талтјуа, датирају од 1829 године прије нове ере и оне су једне од најранијих такмичења на којима се појавило трчање. Поријекло трчања на античким олимпијским играма и маратона умотано је у митове и легенде, а прво забиљежено такмичење у трчању на античким играма датира из 776 године прије нове ере.
... Претпостављам да су сунце, мјесец, земља, звијезде и небо, које су и даље богови многих варвара, једини богови познати по домороцима Хеленима. Гледајући то да су се они увијек кретали и трчали, због њихове тркачке природе, звали су их боговима или тркачима. — Сократ у платоу Цратилус 

## Опис
Трчећи ход се може подијелити у двије фазе у односу на доњи екстремитет: став и замах. Они се даље могу подијелити на апсорпцију, погон, почетни замах и терминални замах. Због континуиране природе трчања, ниједна тачка се не претпоставља да је почетак. Међутим, ради једноставности, претпоставиће се да апсорпција и ударац ногом означавају почетак циклуса трчања у тијелу које је већ у покрету.

### Удар стопала
Удар стопала се јавља када плантарни дио стопала успостави почетни контакт са тлом. Уобичајени типови удараца стопалима су типови удараца прстима, средњим дијелом стопала и петом. Њих карактерише иницијални контакт прстију, брида и пете стопала истовремено. За то вријеме зглоб кука пролази кроз екстензију из максималног савијања од претходне фазе замаха. За правилно апсорбовање силе, зглоб кољена је потребно да буде савијен при удару стопала, а глежањ треба да буде мало испред тијела. Удар ногом започиње фазу апсорпције, јер се силе из почетног контакта ослабљују кроз доњи екстремитет. Апсорпција сила се наставља како се тијело пребацује из ударца стопала у средину услед вертикалног погона са ножног прста током претходног циклуса хода.

### Пропулзиона фаза
Најновија истраживања, посебно у вези са расправом о удару стопала, фокусирала су се искључиво на фазе апсорпције у сврху идентификације и превенције повреда. Фаза погона трчања укључује кретање које почиње у средини све до одвајања ножних прстију. Од модела пуне дужине корака, међутим, компоненте замаха и ударца стопала могу помоћи у погону. Постављање за погон започиње на крају терминалног замаха док се зглоб кука савија, стварајући максимални опсег покрета за екстензоре кука да убрзају и произведу силу. Како екстензори кука прелазе из реципрочних инхибитора у примарне покретаче мишића, доњи екстремитет се враћа према земљи, иако му у великој мјери помажу рефлекс истезања и гравитација. Фазе удара стопала и апсорпције јављају се након тога са двије врсте исхода. Ова фаза може бити само наставак замаха од рефлексне реакције истезања на флексију кука, гравитацију и лагано продужење кука ударцем пете, што мало доприноси апсорпцији силе кроз зглоб глежња. Ударом средњег дијела предњег дијела стопала, оптерећење гастро-солеус комплекса од апсорпције шока послужиће као помоћ у плантарној флексији од средине до ножног прста. Како доњи екстремитет улази у средину, прави погон започиње. Екстензори кука настављају да се скупљају, уз помоћ убрзања гравитације и рефлекса истезања који преостаје од максималне флексије кука током фазе терминалног замаха. Проширење кука повлачи тло испод тијела, повлачећи тркача напријед. Током средишњег дијела, кољено би требало да буде у неком степену флексије кољена због еластичног оптерећења из апсорпционе фазе и фазе ударца стопала како би се сачувао замах унапријед. Зглоб глежња је у дорсифлексији у овом тренутку испод тијела, било еластично оптерећен ударом средњег дијела предњег дијела стопала или се припрема за самосталну концентричну плантарну флексију.